# اريك سوندكويست
اريك سوندكويست (بالإنجليزية: Eric Sundquist)‏ هو صحفي أمريكي، ولد في 21 أغسطس 1952.